# تامپسونویل، شهرستان جیم هوگ، تگزاس
تامپسونویل (به انگلیسی: Thompsonville) یک منطقهٔ مسکونی در ایالات متحده آمریکا است که در شهرستان جیم هاگ، تگزاس واقع شده‌است. تامپسونویل ۱۰٫۱ کیلومتر مربع مساحت و ۴۶ نفر جمعیت دارد و ۲۰۹٫۱ متر بالاتر از سطح دریا واقع شده‌است.